# Jarosław Szymkiewicz
Jarosław Szymkiewicz (ur. 15 kwietnia 1930 w Łapach, zm. 1 listopada 1991 w Warszawie) – polski krytyk teatralny.

## Życiorys
Syn Zygmunta Szymkiewicza i Janiny Drążek.
Absolwent gimnazjum (I Liceum Ogólnokształcące im. Cypriana Kamila Norwida w Bydgoszczy) i liceum (Copernicanum w Bydgoszczy) w Bydgoszczy.
W nocy z 12 na 13 grudnia 1981 został w brutalny sposób internowany. Prasa podała: (…) został zerwany z łóżka przez trzech mężczyzn, w tym dwóch umundurowanych ZOMO-wców z pistoletami maszynowymi w ręku, którzy nie wahali się wyważyć drzwi. Zanim zabrali go w kajdankach, pozwolili mu się ubrać, co nie zawsze było regułą.
Po wyjściu na wolność pozostawał bez pracy. Wiosną 1982 znalazł zatrudnienie w Teatrze Współczesnym we Wrocławiu u Kazimierza Brauna, który zatrudnił go pomimo grożących mu konsekwencji. Już po kilku dniach nastąpiły interwencje Wydziału Kultury w sprawie natychmiastowego zwolnienia Szymkiewicza z teatru. Ponieważ  nie odniosły skutku, Brauna pozbawiono funkcji dyrektora i wyrzucono z teatru.
W latach 1988–1989; 1989–1991 był kierownikiem literackim w Teatrze Polskim we Wrocławiu. Jako członek Rady Stowarzyszenia Dziennikarzy Polskich był jednym z sygnatariuszy listu protestacyjnego do gen. Wojciecha Jaruzelskiego w sprawie rozwiązania SDP.

## Artykuły
Artykuł w podziemnym piśmie „Obecność” - Niezależne Pismo Literackie, Kwartalnik Wrocław, Inicjatywa Wydawnicza Aspekt 1984, nr 7, pod pseudonimem Andrzej Żmudzki